# Bukit Seubun
Bukit Seubun är en kulle i Indonesien.   Den ligger i provinsen Aceh, i den västra delen av landet, 1 800 km nordväst om huvudstaden Jakarta. Toppen på Bukit Seubun är 93 meter över havet, eller 83 meter över den omgivande terrängen. Bredden vid basen är 0,79 km.
Terrängen runt Bukit Seubun är varierad. Havet är nära Bukit Seubun västerut.Runt Bukit Seubun är det ganska tätbefolkat, med 179 invånare per kvadratkilometer. Närmaste större samhälle är Banda Aceh, 8,4 km nordost om Bukit Seubun. Trakten runt Bukit Seubun består till största delen av jordbruksmark.